# Jagdgeschwader 136
Jagdgeschwader 136 (dobesedno slovensko: Lovski polk 136; kratica JG 136) je bil lovski letalski polk (Geschwader) v sestavi nemške Luftwaffe.

## Organizacija
- štab
- I. skupina[1]